# Beau Bridges
Lloyd Vernet "Beau" Bridges III (Los Angeles, Califòrnia, 9 de desembre de 1941) és un actor i director estatunidenc. Va guanyar tres Premis Emmy, dos Globus d'Or- i un Premi Grammy. Bridges té una estrella al Hollywood Walk of Fame des d'abril de 2003.

## Biografia
Fill del també actor Lloyd Bridges i Dorothy Dean Simpson. Va ser anomenat "Beau" pel fill de Ashley Wilkes en Gone with the Wind. Bridges és germà del també actor Jeff Bridges, nascut en 1949.
Durant la seva joventut va tractar de ser jugador professional de bàsquet, jugant amb els equips de les universitats UCLA i la Universitat de Hawaii. Va desistir en aquest propòsit i es va dedicar a la interpretació.
El 1949 ja havia actuat en la pel·lícula The Red Pony. Ha tingut diverses participacions en cinema i televisió al llarg de la seva carrera. Probablement el seu paper més memorable en cinema el va realitzar en la producció The Fabulous Baker Boys de 1989, al costat del seu germà Jeff i l'actriu Michelle Pfeiffer, que va rebre una nominació a l'Oscar pel seu paper en el film.

## Filmografia

### Cinema
| Any  | Títol                                                                         | Personatge                | Notes |
| ---- | ----------------------------------------------------------------------------- | ------------------------- | --- |
| 1948 | Force of Evil                                                                 | Frankie Tucker            | |
| 1949 | The Red Pony                                                                  | Beau                      | |
| 1961 | The Explosive Generation                                                      | Mark                      | |
| 1965 | Village of the Giants                                                         | Fred                      | |
| 1967 | The Incident                                                                  | Felix                     | |
| 1968 | For Love of Ivy                                                               | Tim Austin                | Nominat − Globus d'Or al millor actor secundari |
| 1969 | Chicago, Chicago (Gaily, Gaily)                                               | Ben Harvey                | |
| 1970 | Adam's Woman                                                                  | Adam                      | |
| 1970 | The Landlord                                                                  | Elgar                     | |
| 1971 | Robert Young and the Family                                                   | Sketch Actor              | Telefilm |
| 1972 | Hammersmith Is Out                                                            | Billy Breedlove           | |
| 1972 | Child's Play                                                                  | Paul Reis                 | |
| 1973 | Your Three Minutes Are Up                                                     | Charlie                   | |
| 1974 | Lovin' Molly                                                                  | Johnny                    | |
| 1975 | The Other Side of the Mountain                                                | Dick Buek                 | |
| 1976 | El corsari Roig (Swashbuckler)                                                | Major Folly               | |
| 1976 | Two-Minute Warning                                                            | Mike Ramsay               | |
| 1976 | One Summer Love                                                               |                           | |
| 1977 | Les quatre plomes (The Four Feathers)                                         | Harry Faversham           | Telefilm |
| 1977 | Greased Lightning                                                             | Hutch                     | |
| 1978 | The President's Mistress                                                      | Ben Morton                | Telefilm |
| 1979 | The Runner Stumbles                                                           | Toby Felker               | |
| 1979 | Norma Rae                                                                     | Sonny                     | |
| 1979 | 'La màscara de ferro (The Fifth Musketeer)                                    | Lluís XIV                 | |
| 1980 | Silver Dream Racer                                                            | Bruce McBride             | |
| 1981 | Night Crossing                                                                | Guenter                   | |
| 1981 | Disbauxa a l'autopista (Honky Tonk Freeway)                                   | Duane Hansen              | |
| 1982 | Lluitant pel meu fill (Love Child)                                            | Jack Hansen               | |
| 1982 | Witness for the Prosecution                                                   | Leonard Vole              | |
| 1983 | Amor al volant (Heart Like a Wheel)                                           | Connie                    | |
| 1984 | The Hotel New Hampshire                                                       | Mr. Win Berry             | |
| 1985 | Alice in Wonderland                                                           | Unicorn                   | |
| 1987 | The Killing Time                                                              | Sam Wayburn               | |
| 1988 | Seven Hours to Judgement                                                      | John Eden                 | |
| 1989 | The Fabulous Baker Boys                                                       | Frank Baker               | Nominat − American Comedy Award for Funniest Supporting Actor in a Motion Picture |
| 1989 | The Iron Triangle                                                             | Capt. Keene               | |
| 1989 | Signs of Life                                                                 | John Alder                | |
| 1989 | Everybody's Baby: The Rescue of Jessica McClure                               | Richard Czech             | |
| 1989 | The Wizard                                                                    | Sam Woods                 | |
| 1990 | Daddy's Dyin': Who's Got the Will?                                            | Orville                   | |
| 1991 | Wildflower                                                                    | Jack Perkins              | |
| 1991 | Without Warning: The James Brady Story                                        | James Brady               | Telefilm Globus d'Or al millor actor en minisèrie o telefilm Primetime Emmy al millor actor en minisèrie o telefilm |
| 1991 | Married to It                                                                 | John Morden               | |
| 1992 | Sidekicks                                                                     | Jerry                     | |
| 1993 | The Positively True Adventures of the Alleged Texas Cheerleader-Murdering Mom | Terry Harper              | Telefilm Globus d'Or al millor actor secundari en sèrie, minisèrie o telefilm Primetime Emmy al millor actor secundari en minisèrie o telefilm                                                                                          |
| 1993 | The Man with Three Wives                                                      | Norman Grayson            | Telefilm |
| 1994 | Million Dollar Babies                                                         | Dr. Allan Roy Dafoe       | Telefilm |
| 1995 | Kissinger & Nixon                                                             | Richard Nixon             | Telefilm Nominació − Primetime Emmy al millor actor en minisèrie o telefilm |
| 1996 | A Stranger to Love                                                            | Allan Grant               | Telefilm |
| 1996 | Jerry Maguire                                                                 | Matt Cushman              | |
| 1996 | Losing Chase                                                                  | Richard Phillips          | Telefilm Nominació − Globus d'Or al millor actor en minisèrie o telefilm |
| 1996 | Hidden in America                                                             | Bill Januson              | Telefilm Nominació − Primetime Emmy al millor actor secundari en minisèrie o telefilm Nominació − Satellite Award al millor actor en minisèrie o telefilm Nominació − Screen Actors Guild Award al millor actor en minisèrie o telefilm |
| 1996 | Nightjohn                                                                     | Clel Waller               | Telefilm |
| 1997 | The Second Civil War                                                          | Jim Farley                | Telefilm Primetime Emmy al millor actor secundari en minisèrie o telefilm |
| 1997 | Rocket Man                                                                    | Bud Nesbitt               | |
| 1999 | P.T. Barnum                                                                   | P.T. Barnum               | Telefilm Nominació − Primetime Emmy al millor actor en minisèrie o telefilm Nominació − Satellite Award al millor actor en minisèrie o telefilm                                                                                         |
| 1999 | Inherit the Wind                                                              | E.K. Hornbeck             | Telefilm Nominació − Primetime Emmy al millor actor secundari en minisèrie o telefilm |
| 2000 | Common Ground                                                                 | Father Leon               | |
| 2000 | Sordid Lives                                                                  | G.W. Nethercoth           | |
| 2001 | Voyage of the Unicorn                                                         | Alan Aisling              | |
| 2002 | We Were the Mulvaneys                                                         | Michael Mulvaney, Sr.     | Nominat − Primetime Emmy al millor actor en minisèrie o telefilm |
| 2003 | Out of the Ashes                                                              | Herman Prentiss           | |
| 2004 | Debating Robert Lee                                                           | Mr. Lee                   | |
| 2004 | Evel Knievel                                                                  | John Bork                 | |
| 2004 | 10.5                                                                          | President Paul Hollister  | |
| 2005 | Smile                                                                         | Steven                    | |
| 2005 | The Ballad of Jack and Rose                                                   | Marty Rance               | |
| 2006 | 10.5: Apocalypse                                                              | President Paul Hollister  | Telefilm |
| 2006 | The Good German                                                               | Coronel Muller            | |
| 2006 | I-See-You.Com                                                                 | Harvey Bellinger          | |
| 2006 | Charlotte's Web                                                               | Dr. Dorian                | |
| 2007 | Spinning Into Butter                                                          | Dean Burton Strauss       | |
| 2008 | Stargate: The Ark of Truth                                                    | Major General Hank Landry | |
| 2008 | Stargate: Continuum                                                           | Major General Hank Landry | |
| 2008 | Max Payne                                                                     | BB Hensley                | |
| 2008 | Americanizing Shelley                                                         | Gary Gordon               | |
| 2009 | Don't Fade Away                                                               | Chris White               | |
| 2010 | My Girlfriend's Boyfriend                                                     | Logan Young               | |
| 2010 | Columbus Circle                                                               | Dr. Ray Fontaine          | |
| 2010 | Free Willy: Escape from Pirate's Cove                                         | Gus Grisby                | |
| 2011 | The Descendants                                                               | Cousin Hugh               | Nominat − Broadcast Film Critics Association Award for Best Acting Ensemble Nominació − Gotham Award for Best Ensemble Cast Nominació − Screen Actors Guild Award for Outstanding Performance by a Cast in a Motion Picture             |
| 2011 | Game Time: Tackling the Past                                                  | Frank Walker              | Telefilm |
| 2012 | Hit & Run                                                                     | Clint Perkins             | |
| 2012 | Eden                                                                          | Bob Gault                 | |
| 2012 | From Up on Poppy Hill                                                         | Yoshio Onodera            | |

### Televisió
| Any       | Títol                | Personatge                | Notes |
| --------- | -------------------- | ------------------------- | --- |
| 1960–1963 | My Three Sons        | Russ Burton               | 3 episodis |
| 1960–1961 | Sea Hunt             | Warren Tucker             | 2 episodis |
| 1962      | National Velvet      | Mercutio                  | 1 episodi: "The Star" |
| 1962      | Wagon Train          | Larry Gill                | 1 episodi:" The John Bernard Show"                                                                                            |
| 1962–1963 | Ensign O'Toole       | Seaman Spicer             | 32 episodis |
| 1963      | Ben Casey            | Larry Masterson           | 2 episodis |
| 1964      | The Eleventh Hour    | Leonard                   | 1 episodi: "Cannibal Plants, They Eat You Alive"                                                                              |
| 1964      | Combat!              | Orville Putnam            | 1 episodi: "The Short Day of Private Putnam"                                                                                  |
| 1964      | My Three Sons        | Howard Sears              | 2 episodis |
| 1965      | Twelve O'Clock High  | Cpl. Steven Corbett       | 1 episodi: "Then Came the Mighty Hunter"                                                                                      |
| 1966      | Gunsmoke             | Jason                     | 1 episodi: "My Father's Guitar"                                                                                               |
| 1966      | The Loner            | Johnny Sharp              | 2 episodis |
| 1967      | Bonanza              | Horace                    | 1 episodi: "Justice" |
| 1967      | Cimarron Strip       | Billie Joe Show           | 1 episodi: "Legend of Jud Starr"                                                                                              |
| 1980      | United States        | Richard Chapin            | 13 episodis |
| 1991      | Tales from the Crypt | Dr. Martin Fairbanks      | 1 episodi: "Abra Cadaver" |
| 1993–1994 | Harts of the West    | Dave Heart                | 15 episodis |
| 1995      | The Outer Limits     | Dr. Simon Kress           | 1 episodi: "The Sandkings" Nominació − Primetime Emmy al millor actor convidat en sèrie dramàtica                             |
| 1998      | Maximum Bob          | Judge Bob Gibbs           | 7 episodis |
| 2000      | The Wild Thornberrys | Hayden Adam               | 1 episodi: "Every Little Bit Alps"                                                                                            |
| 2002      | Will & Grace         | Daniel McFarland          | 1 episodi: "Moveable Feast"                                                                                                   |
| 2001–2003 | The Agency           | Tom Gage                  | 32 episodis |
| 2005      | Into the West        | Stephen Hoxie             | 1 episodi: "Manifest Destiny"                                                                                                 |
| 2005–2007 | Stargate SG-1        | Major General Hank Landry | 40 episodis |
| 2005–2006 | Stargate: Atlantis   | Major General Hank Landry | 5 episodis |
| 2005–2006 | American Dad!        | Various                   | 3 episodis |
| 2005–2008 | My Name Is Earl      | Carl Hickey               | 7 episodis Nominació − Primetime Emmy al millor actor convidat en sèrie còmica                                                |
| 2009      | Desperate Housewives | Eli Scruggs               | 1 episodi: "The Best Thing That Ever Could Have Happened" Nominació − Primetime Emmy al millor actor convidat en sèrie còmica |
| 2009      | The Closer           | Detective George Andrews  | 1 episodi: "Make Over" Nominació − Primetime Emmy al millor actor convidat en sèrie dramàtica                                 |
| 2011      | Brothers & Sisters   | Nick Brody                | 5 episodis Nominació − Primetime Emmy al millor actor convidat en sèrie dramàtica                                             |
| 2011–2012 | Franklin & Bash      | Leonard Franklin          | 3 episodis |
| 2011–2012 | White Collar         | Agent Kramer              | 3 episodis |
| 2013      | The Goodwin Games    | Benjamin Goodwin          | 7 episodis |
| 2013      | Masters of Sex       | Barton Scully             | |
| 2013      | The Millers          | Tom Miller                | Paper principal |